# Johannes Pohlmann
Johannes Pohlmann (* 6. Dezember 1901 in Rheda; † 14. März 1975 in Kamen) war ein deutscher Politiker und Landtagsabgeordneter der CDU und der Deutschen Zentrumspartei.

## Leben und Beruf
Nach dem Besuch der Volksschule und der Handelsschule absolvierte er eine kaufmännische Ausbildung und war als kaufmännischer Angestellter, Prokurist und Generalvertreter tätig.
Von 1920 bis 1933 war Pohlmann Mitglied des Zentrums. Nach dem Zweiten Weltkrieg gehörte er zu den Gründern der CDU in Rheda und war dort ab 1946 bis 1952 Bürgermeister. Außerdem war er Mitglied im Kreistag des Kreises Wiedenbrück.
Vom 20. April 1947 bis 17. Juni 1950 war Pohlmann Mitglied des Landtags des Landes Nordrhein-Westfalen. Er wurde im Wahlkreis 136 Wiedenbrück direkt gewählt.